# Simón I el Justo

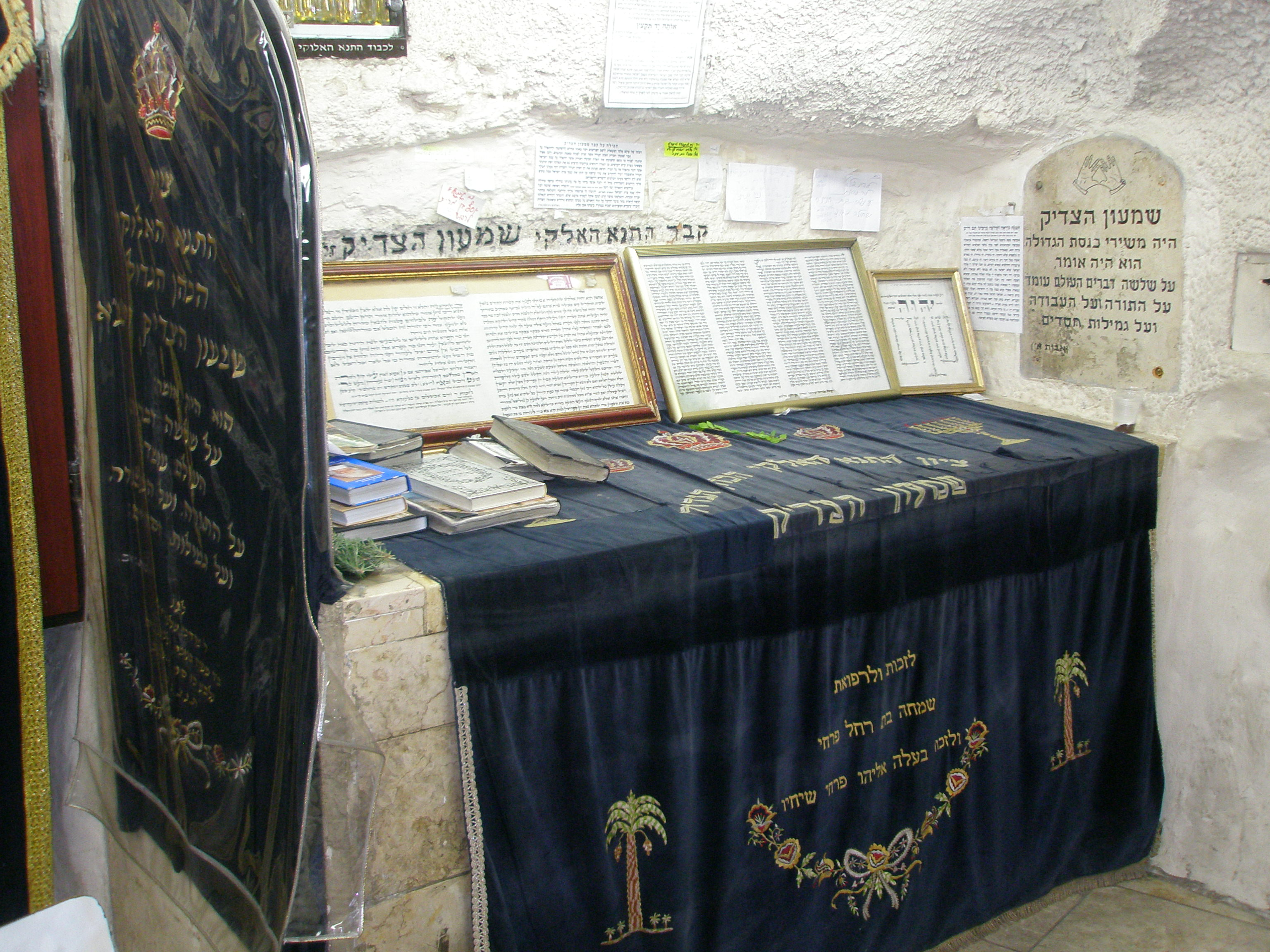
Tumba de Simón el Justo, Jerusalén

Simón I o Simón el Justo (en hebreo: שמעון הצדיק‎ Shimon HaTzaddik), hijo de Onías I, fue un Sumo Sacerdote de Israel (310-291 a. C.) o (300-273 a. C.), en el tiempo del Segundo Templo. Se discute si el apelativo de el Justo debe aplicársele a él, o a Simón II (219-199 a. C.)..

## Biografía
Según el Talmud y Flavio Josefo, cuando Alejandro Magno marchó sobre Israel, en 332 a. C.E., Simón el Justo, vestido con los ornamentos sacerdotales, fue a encontrarse con él en Antipatris, aunque Josefo dice que Alejandro fue a Jerusalén. Tan pronto Alejandro le vio, bajó de su carro y se inclinó respetuosamente. Cuando sus cortesanos criticaron este acto, les dijo que había sido intencionado, pues había tenido una visión, en la cual, el sacerdote le predecía la victoria. Alejandro pidió que su estatua fuera colocada en el Templo, pero Simón le explicó que eso era imposible. En cambio, le prometió que los hijos de los sacerdotes de ese año se llamarían Alejandro. Esta historia aparece idéntica en el Libro III de los Macabeos.